# Raynham (Massachusetts)
Raynham é uma vila localizada no condado de Bristol no estado estadounidense de Massachusetts. No Censo de 2010 tinha uma população de 13.383 habitantes e uma densidade populacional de 248,57 pessoas por km².

## Geografia
Raynham encontra-se localizado nas coordenadas 41° 55′ 50″ N, 71° 02′ 43″ O. Segundo o Departamento do Censo dos Estados Unidos, Raynham tem uma superfície total de 53.84 km², da qual 53.07 km² correspondem a terra firme e (1.44%) 0.77 km² é água.

## Demografia
Segundo o censo de 2010, tinha 13.383 pessoas residindo em Raynham. A densidade populacional era de 248,57 hab./km². Dos 13.383 habitantes, Raynham estava composto pelo 93.2% brancos, o 2.62% eram afroamericanos, o 0.2% eram amerindios, o 1.62% eram asiáticos, o 0% eram insulares do Pacífico, o 0.77% eram de outras raças e o 1.59% pertenciam a duas ou mais raças. Do total da população o 1.85% eram hispanos ou latinos de qualquer raça.